# Michael Grant
Michael Grant (Londra, 21 novembre 1914 – Londra, 4 ottobre 2004) è stato uno storico e numismatico britannico, specializzato nel periodo classico, insignito della Order of the British Empire.

## Biografia

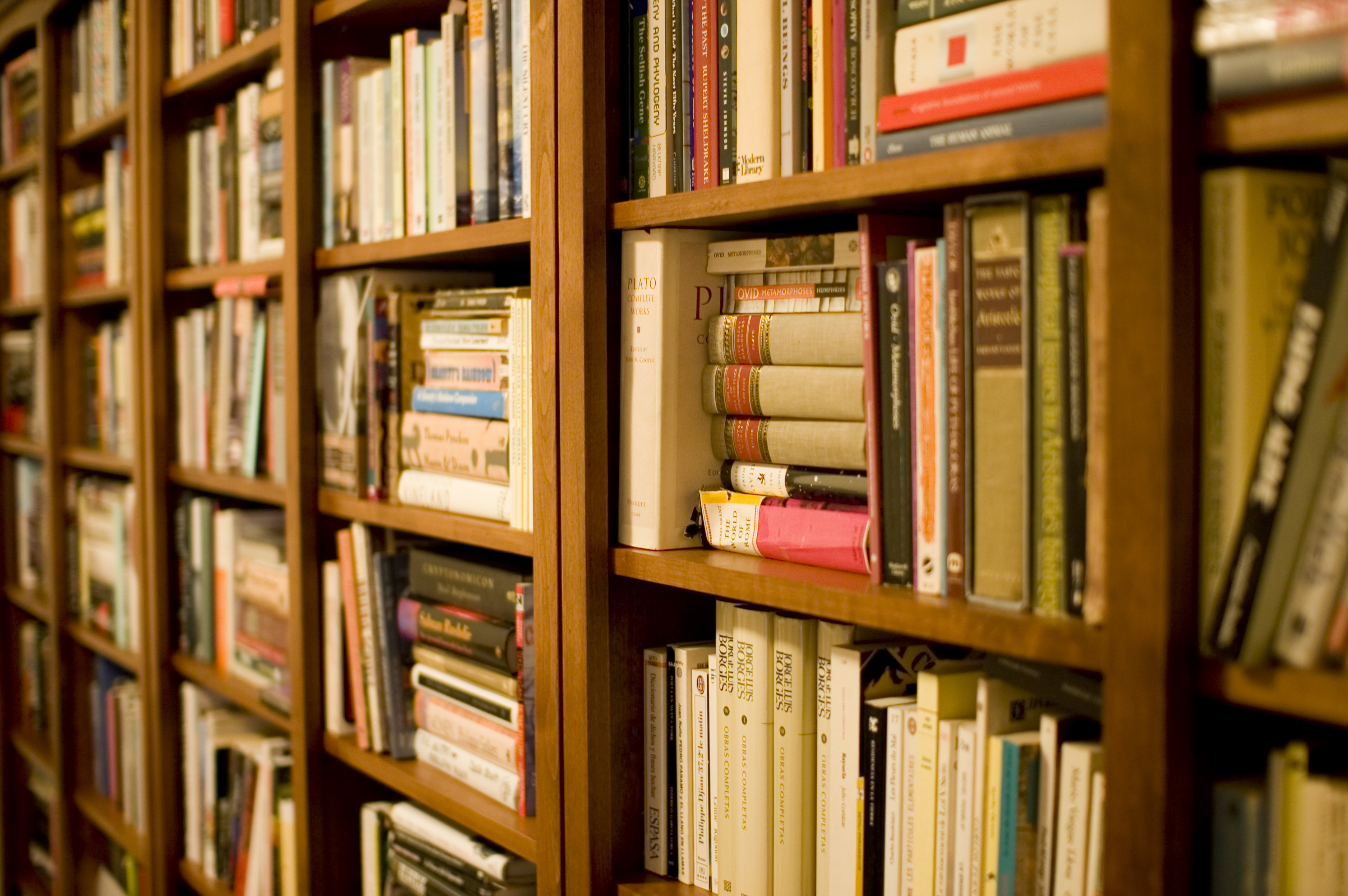
The World of Rome in uno scaffale, insieme alle Metamorfosi di Ovidio e all'opera omnia di Platone e Aristotele

Michael Grant nacque a Londra, studiò letteratura classica al Trinity College e fu professore di Humanity  all'Università di Edimburgo. Fu insignito della OBE nel 1946, della CBE nel 1958, e fu vice-cancelliere (presidente) alla Queen's University di Belfast e all'Università di Khartoum.
È stato presidente della Royal Numismatic Society dal 1953 al 1956.
Nel 1962 gli fu conferita la medaglia della Royal Numismatic Society e nel 1967 la Archer M. Huntington Medal.
Il necrologio pubblicato su The Times lo descrive come "uno di pochi storici dell'antichità ad ottenere il rispetto sia degli accademici che dei lettori profani".
Immensamente prolifico, scrisse e curò più di 50 testi di saggi e traduzioni, coprendo argomenti che spaziano dalla monetazione romana e l'Eruzione del Vesuvio del 79 fino ai Vangeli e Gesù. Descrisse sé stesso come "uno dei pochissimi freelance nel campo della storia antica: un raro fenomeno". La sua traduzione degli Annales di Tacito  fu pubblicata nel 1989. La sua autobiografia, My First Eighty Years, è apparsa nel 1994.
Terminata la carriera accademica si trasferì in Toscana, a Gattaiola in provincia di Lucca.

## Opere

### Opere originali
- From Imperium to Auctoritas (1946/Rev ed, 1971?), Treatise on bronze coins
- Ancient History (1952)
- Roman Imperial Money (1954)
- Roman History from Coins (1958/ Rev ed, 1968)
- The World of Rome (1960/ Rev ed, 19??/1974/1987)
- The Ancient Mediterranean (1961/ Rev ed, 1969)
- Myths of the Greeks and Romans (1962/new biblio:1986)  ISBN 0-452-01162-0
- Greece and Rome: The Birth of Western Civilization (1964/ Rev ed, 1986)
- The Civilizations of Europe (1965)
- The Gladiators (1967)
- The Climax of Rome: The Final Achievements of the Ancient World, AD 161-337 (1968/ Rev ed, 19??/1974)
- Julius Caesar (1969)
- The Ancient Historians (1970)
- The Roman Forum (1970)
- Nero (1970)
- Herod the Great (1971)
- Roman Myths (1971)
- Cities of Vesuvius: Pompeii and Herculaneum (1971)
- Atlas of Classical History  (1971/ Rev ed, 1974/1986/1989/1994) aka [Ancient History Atlas]
- Cleopatra (1972)
- The Jews in the Roman World (1973/ Rev ed, 1984) [AKA *The Jews and the Roman World]
- Caesar (1974)
- Army of the Caesars (1974)
- The Twelve Caesars (1975)
- The Fall of the Roman Empire (1976/ Rev ed, 1990) ISBN 0-02-028560-4
- Paul (1976)
- Jesus: An Historian's Review of the Gospels (1977)
- History of Rome (1978) ISBN 0-02-345610-8 ISBN 978-0-571-11461-0
- Greece and Italy in the Classical World (1978/ Rev ed, 19??)
- The Etruscans (1980)
- Greek and Latin Authors:  800 BC - AD 1000 (1980)
- Dawn of the Middle Ages (1981)  --  coffee table book
- From Alexander to Cleopatra: the Hellenistic World  (1982)  [AKA The Hellenistic Greeks (1990)]
- The History of Ancient Israel (1984)
- The Roman Emperors: A Biographical Guide to the Rulers of Imperial Rome 31BC - 476 AD (1985)
- A Guide to the Ancient World: A Dictionary of Classical Place Names (1986)
- The Rise of the Greeks (1987)
- The Classical Greeks (1989)
- The Visible Past: Greek and Roman History from Archaeology, 1960-1990  (1990) [AKA The Visible Past: An Archaeological Reinterpretation of Ancient History]
- Founders of the Western World: A History of Greece and Rome (1991) [AKA A Short History of Classical Civilization]
- Greeks and Romans: A Social History (1992)  [ AKA  A Social History of Greece and Rome]
- The Emperor Constantine (1993)  [AKA Constantine the Great: The Man and His Times (1994)]
- The Antonines: The Roman Empire in Transition (1994)
- St Peter: A Biography (1994)
- My First Eighty Years (1994), Autobiography
- Greek and Roman Historians: Information and Misinformation (1995)
- The Severans: The Changed Roman Empire (1996)
- Art in the Roman Empire (1996)
- From Rome to Byzantium: The Fifth Century (1998)
- Sick Caesars (2000)
- Saint Paul (2000)

### Traduzioni
- Cicero, Selected Works (1965)
- Cicero, Selected Political Speeches (1969)
- Cicero, Murder Trials (1975)
- Cicero on the Good Life (1971)
- Tacitus, The Annals of Imperial Rome (1956/ Rev ed, 1977)
- Cicero, On Government (1993)

### Curatore
- Roman Readings (1958/67)  [AKA Latin Literature: An Anthology (1979/new biblio 1989)]
- Roman Literature (19??/ Rev ed, 19??/1964)
- Greek Literature (19??)
- Suetonius, The Twelve Caesars: An Illustrated Edition (1979; Trans, Robert Graves, 1957)
- Civilization of the Ancient Mediterranean (with R. Kitzinger, 1988)
- Readings in the Classical Historians (1992)